# 포르투게사 FC
포르투게사 FC(Portuguesa FC)는 베네수엘라 포르투게사 주 아카리과를 연고로 하는 축구 클럽이다. 이 팀은 1972년 3월 2일에 창단 되었으며 현재는 베네수엘라 프리메라 디비시온에 참가하고 있다.

## 선수 명단

### 현역
- 로날도 루체나(2022 ~ )
- 리차드 블랑코(2023 ~ )